# Liste des souverains et prétendants au trône de Bade
Pour les articles homonymes, voir Trône (homonymie).
Le premier souverain de la maison de Bade est Hermann II, en tant que margrave, en 1112.

## Margraves de Bade
- 1074-1130 : Hermann II de Bade, comte de Brisgau puis margrave de Bade en 1112
- 1130-1160 : Hermann III de Bade dit "Le Gros"
- 1160-1190 : Hermann IV de Bade

En 1190, le margraviat de Bade est séparé en deux margraviats entre les deux fils de Hermann IV de Bade. Hermann V de Bade-Bade prend la tête de Bade-Bade, Henri Ier de Bade-Hachberg celle de Bade-Hachberg.
En 1771, à la suite de l'extinction de la lignée de Bade-Bade lors de la mort de Auguste-Georges de Bade-Bade, toutes les possessions de la Maison de Bade furent réunies sous la direction de Charles-Frédéric de Bade. En 1803, Charles-Frédéric de Bade est nommé "prince-électeur". En 1806, le margraviat de Bade devient le grand-duché de Bade, dirigé par Charles-Frédéric de Bade.

### Margraves de Bade-Bade
En 1291, deux nouvelles lignes sont créées pour les deux fils d'Hermann VII de Bade-Bade, Frédéric II de Bade-Eberstein et Rodolphe IV de Bade, et celui d'Hesso de Bade-Bade, Hermann VIII de Bade-Pforzheim. Hermann VIII de Bade-Pforzheim et Rodolphe IV de Bade prennent la tête de Bade-Pforzheim, Frédéric II de Bade-Eberstein, celle de Bade-Eberstein.
Le margraviat de Bade-Bade est dirigé conjointement entre trois des fils de Rodolphe Ier de Bade-Bade, Rodolphe II de Bade, Hesso de Bade-Bade et Rodolphe III de Bade-Bade.
En 1415, Bernard Ier de Bade réunit le margraviat de Bade-Hachberg à celui de Bade-Bade.
En 1503, Christophe Ier de Bade, finit de réunir les différentes possessions de la Maison de Bade (Bade-Bade, Bade-Sausenberg, etc.).
Cette réunification fut de courte durée, en 1515, le margraviat de Bade fut à nouveau scindé en deux branches principales entre les deux fils de Christophe Ier de Bade, celle de Bade-Bade avec Bernard III de Bade-Bade à sa tête, et celle de Bade-Durlach avec Ernest de Bade-Durlach à sa tête. Une troisième branche secondaire fut créée, le Bade-Sponheim, pour Philippe Ier de Bade-Sponheim, un autre fils de Christophe Ier de Bade.
En 1536, la branche de Bade-Rodemarchern fut créée pour l'un des fils de Bernard III de Bade-Bade, Christophe II de Bade-Rodemarchern. Dans le même temps, le margraviat de Bade-Bade est dirigé par un autre fils de Bernard III de Bade-Bade, Philibert de Bade-bade.

### Liste des margraves de Bade-Bade
- 1190-1243 : Hermann V de Bade-Bade
- 1243-1250 : Hermann VI de Bade-Bade et Rodolphe Ier de Bade-Bade
- 1250-1268 : Rodolphe Ier de Bade-Bade et Frédéric Ier de Bade-Bade
- 1268-1288 : Rodolphe Ier de Bade-Bade
- 1288-1291 : Hermann VII de Bade-Bade, Rodolphe II de Bade-Bade, Hesso de Bade-Bade et Rodolphe III de Bade-Bade
- 1291-1295 : Rodolphe II de Bade-Bade, Hesso de Bade-Bade et Rodolphe III de Bade-Bade
- 1295-1297 : Hesso de Bade-Bade et Rodolphe III de Bade-Bade
- 1297-1332 : Rodolphe III de Bade-Bade et Rodolphe-Hesso de Bade-Bade
- 1332-1335 : Rodolphe-Hesso de Bade-Bade
- 1348-1353 : Frédéric III de Bade
- 1353-1372 : Rodolphe VI de Bade
- 1372-1391 : Bernard Ier de Bade et Rodolphe VII de Bade-Bade
- 1391-1431 : Bernard Ier de Bade

- 1431-1453 : Jacques Ier de Bade
- 1453-1458 : Bernard II de Bade-Bade et Charles Ier de Bade dit "Le Guerrier" ou "Le Belliqueux"
- 1458-1475 : Charles Ier de Bade dit "Le Guerrier" ou "Le Belliqueux"
- 1475-1482 : Christophe Ier de Bade
- 1482-1488 : Christophe Ier de Bade et Albert de Bade
- 1488-1515 : Christophe Ier de Bade

- 1515-1536 : Bernard III de Bade-Bade
- 1536-1569 : Philibert de Bade-bade
- 1569-1588 : Philippe II de Bade-Bade
- 1588-1596 : Édouard Fortunatus de Bade-Rodemarchern
- 1596-1622 : Tutelle des margraves de Bade-Durlach
- 1622-1677 : Guillaume de Bade-Bade
- 1677-1707 : Louis-Guillaume de Bade-Bade dit « Louis le Turc » ou « Louis le Rouge »
- 1707-1727 : Sibylle Augusta de Saxe-Lauenbourg (régente)
- 1727-1761 : Louis-Georges de Bade-Bade
- 1761-1771 : Auguste-Georges de Bade-Bade

#### Margraves de Bade-Eberstein
- 1291-1333 : Frédéric II de Bade-Eberstein
- 1333-1353 : Hermann IX de Bade-Eberstein

#### Margraves de Bade-Pforzheim
- 1291-1300 : Rodolphe IV de Bade-Pforzheim et Hermann VIII de Bade-Pforzheim
- 1300-1348 : Rodolphe IV de Bade-Pforzheim
- 1348-1361 : Rodolphe V de Bade-Pforzheim

### Margraves de Bade-Rodemarchern
En 1575, la ligne de Bade-Rodenheim est créée pour le fils de Christophe II de Bade-Rodemarchern, Philippe III de Bade-Rodenheim. Son autre fils, Édouard Fortunatus de Bade-Rodemarchern, dirige le margraviat de Bade-Rodemarchern.
- 1536-1575 : Christophe II de Bade-Rodemarchern
- 1575-1596 : Édouard Fortunatus de Bade-Rodemarchern
- 1622-1664 : Hermann Fortunatus de Bade-Rodemarchern
- 1664-1666 : Charles-Guillaume de Bade-Rodemarchern

#### Margraves de Bade-Rodenheim
- 1575-1620 : Philippe III de Bade-Rodenheim

### Margraves de Bade-Hachberg
En 1290, les deux fils de Henri II de Bade-Hachberg se partage le margraviat de Bade-Hacheberg. Henri III de Bade-Hachberg prend la tête de Bade-Hachberg, Rodolphe Ier de Bade-Sausenberg celle de Bade-Sausenberg.
En 1415, le margraviat de Bade-Hachberg est réuni à celui de Bade-Bade par Bernard Ier de Bade-Bade.
- 1190-1231 : Henri Ier de Bade-Hachberg
- 1232-1290 : Henri II de Bade-Hachberg
- 1290-1330 : Henri III de Bade-Hachberg
- 1330-1369 : Henri IV de Bade-Hachberg
- 1369-1386 : Othon Ier de Bade-Hachberg
- 1386-1409 : Jean de Bade-Hachberg et Hesso de Bade-Hachberg
- 1409-1410 : Hesso de Bade-Hachberg
- 1410-1415 : Othon II de Bade-Hachberg

#### Margraves de Bade-Sausenberg
- 1290-1313 : Rodolphe Ier de Bade-Sausenberg
- 1313-1318 : Henri de Bade-Sausenberg, Rodolphe II de Bade-Sausenberg et  Othon de Bade-Sausenberg
- 1318-1352 : Rodolphe II de Bade-Sausenberg et Othon de Bade-Sausenberg
- 1352-1384 : Othon de Bade-Sausenberg et Rodolphe III de Bade-Sausenberg
- 1384-1428 : Rodolphe III de Bade-Sausenberg
- 1428-1441 : Guillaume de Bade-Sausenberg
- 1441-1444 : Hugues de Bade-Sausenberg et Rodolphe IV de Bade-Sausenberg
- 1444-1487 : Rodolphe IV de Bade-Sausenberg
- 1487-1503 : Philippe de Bade-Sausenberg

### Margraves deBade-Durlach
En 1577, la ligne de Bade-Hachberg est créée pour le fils de Charles II de Bade-Durlach, Jacques III de Bade-Hachberg. Le margraviat de Bade-Durlach est dirigé par Anne von Pfalz-Veldenz, épouse de Charles II de Bade-Durlach, en tant que régente, pour leur fils Ernest-Frédéric de Bade-Durlach.
- 1515-1552 : Ernest de Bade-Durlach
- 1552-1553 : Ernest de Bade-Durlach et Bernard IV de Bade-Durlach
- 1553-1577 : Charles II de Bade-Durlach
- 1577-1584 : Anne von Pfalz-Veldenz, régente ;
- 1584-1604 : Ernest-Frédéric de Bade-Durlach
- 1604-1622 : Georges Frédéric de Bade-Durlach
- 1622-1659 : Frédéric V de Bade-Durlach
- 1659-1677 : Frédéric VI de Bade-Durlach
- 1677-1709 : Frédéric VII Magnus de Bade-Durlach
- 1709-1738 : Charles III Guillaume de Bade-Durlach
  - 1738-1746 : Régence de Charles-Auguste de Bade-Durlach
- 1746-1771 : Charles Ier de Bade

#### Margraves deBade-Hachberg
- 1584-1590 : Jacques III de Bade-Hachberg
- 1590-1591 : Ernest-Jacques de Bade-Hachberg

### Margraves de Bade-Sponheim
- 1515-1533 : Philippe Ier de Bade-Sponheim

## Bade-Bade et Bade-Durlach
- 1771-1803 : Charles Ier de Bade

## Prince-électeur de Bade
- 1803-1806 : Charles Ier de Bade

## Grand-duché de Bade
- 1806-1811 : Charles Ier de Bade
- 1811-1818 : Charles II de Bade
- 1818-1830 : Louis Ier de Bade
- 1830-1852 : Léopold Ier de Bade
- 1852-1858 : Louis II de Bade
- 1858-1907 : Frédéric Ier de Bade
- 1907-1918 : Frédéric II de Bade

## Prétendants au trône grand-ducal
- 1918-1928 : Frédéric II de Bade
- 1928-1929 : Max de Bade
- 1929-1963 : Berthold de Bade
- 1963-2022 : Maximilien de Bade
- Depuis 2022 : Bernard de Bade